# フリント島
フリント島（英語: Flint Island）は、中部太平洋に存在するキリバス領の無人島（環礁）。南部ライン諸島に属する。ライン諸島最南端に位置し、キリバス最南端でもある。
2014年にキリバス政府は、南部ライン諸島の島（カロリン島（ミレニアム島）、フリント島、ヴォストック島、マルデン島、スターバック島）の周辺に12海里の禁漁区を設定した。

## 地理
フリント島は、ソシエテ諸島に属するタヒチ島（フランス領）の北西約740キロメートル (400海里; 460マイル)に位置し、同じライン諸島の島ではヴォストック島の南南東約190キロメートル (100海里; 120マイル)、カロリン島（ミレニアム島）の南西約220キロメートル (120海里; 140マイル)に位置する。フリント島は長さ2.5マイル (4.0キロメートル)、最も広いところで幅0.5マイル (0.8キロメートル)である（4 km × 0.8 km (2.5 mi × 0.5 mi)）。島の面積は約1平方マイル (2.6平方キロメートル)であり、最も高いところで海抜約25フィート (7.6メートル)である。島の周辺は幅の狭い礁に囲まれており、安全に停泊することは困難である。
1841年2月5日のアメリカ合衆国の探検遠征によれば、フリント島は密度の高い原生林に覆われていたという。しかしながら、現在フリント島の大部分は移植されたココヤシに覆われている。

## 歴史
フリント島は、1521年2月4日にフェルディナンド・マゼランによる世界一周の中で発見された。この時に島は、ティブロネス島（スペイン語: Tiburones、サメの意）と記された。これは、島の周辺で多数のサメが釣られたことによる。また、同じく発見されたトゥアモトゥ諸島のプカ＝プカ環礁（当時は、サン・パオロ島（スペイン語: San Paolo）と記録）と共に、インフォルトゥナダス諸島（スペイン語: Islas Infortunadas、不幸諸島の意）と名付けられた。現在では疑義が持たれている説によれば、1835年に島を訪れたキーン船長に因んで名づけられたとされている。しかしながら、1819年に刊行されたアーダム・ヨハン・フォン・クルーゼンシュテルンによる『Hydrographie der grössern Ozeane』において、この島がすでにフリント島という名を持っていたのは明らかである。1856年に成立したグアノ島法においてアメリカ合衆国が領有を主張したが、実際に占領行為が行われることはなかった。
結局フリント島は、イギリス政府からホールダー兄弟とその会社に貸し出された。ホールダー兄弟の会社によって、1875年から1880年の間、現場監督のジョン・T・アルンデル指揮の下、フリント島の中心部でグアノ採掘が行われた。1881年からは、アルンデルとその会社に採掘事業は引き継がれた。採掘がおこなわれた場所は、それ以来汽水で満たされ、2つないしは3つの礁湖を形成した。また、アルンデルによって1881年からココヤシが移植され、1891年までコプラの生産が行われた。1911年からは、S.R.マクスウェルとその会社に貸し出され、1人の管理者と30人の作業員とで約30,000本のココヤシからコプラの生産が行われた。
1908年1月3日、カリフォルニア州のリック天文台からの遠征隊がフリント島で皆既日食を観測した。この皆既日食の観測は、南緯11度25分27秒 西経151度48分15秒 / 南緯11.42417度 西経151.80417度の位置で行われた。

## ギャラリー

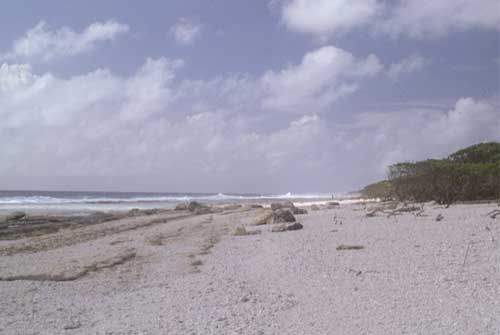
フリント島の海岸
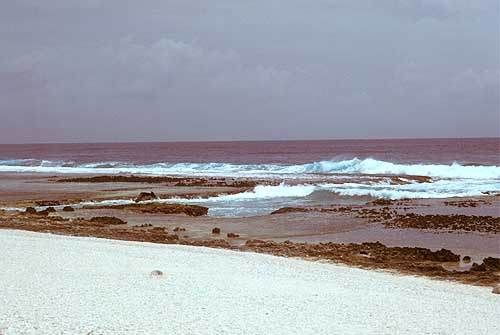
フリント島に沿うように存在する礁
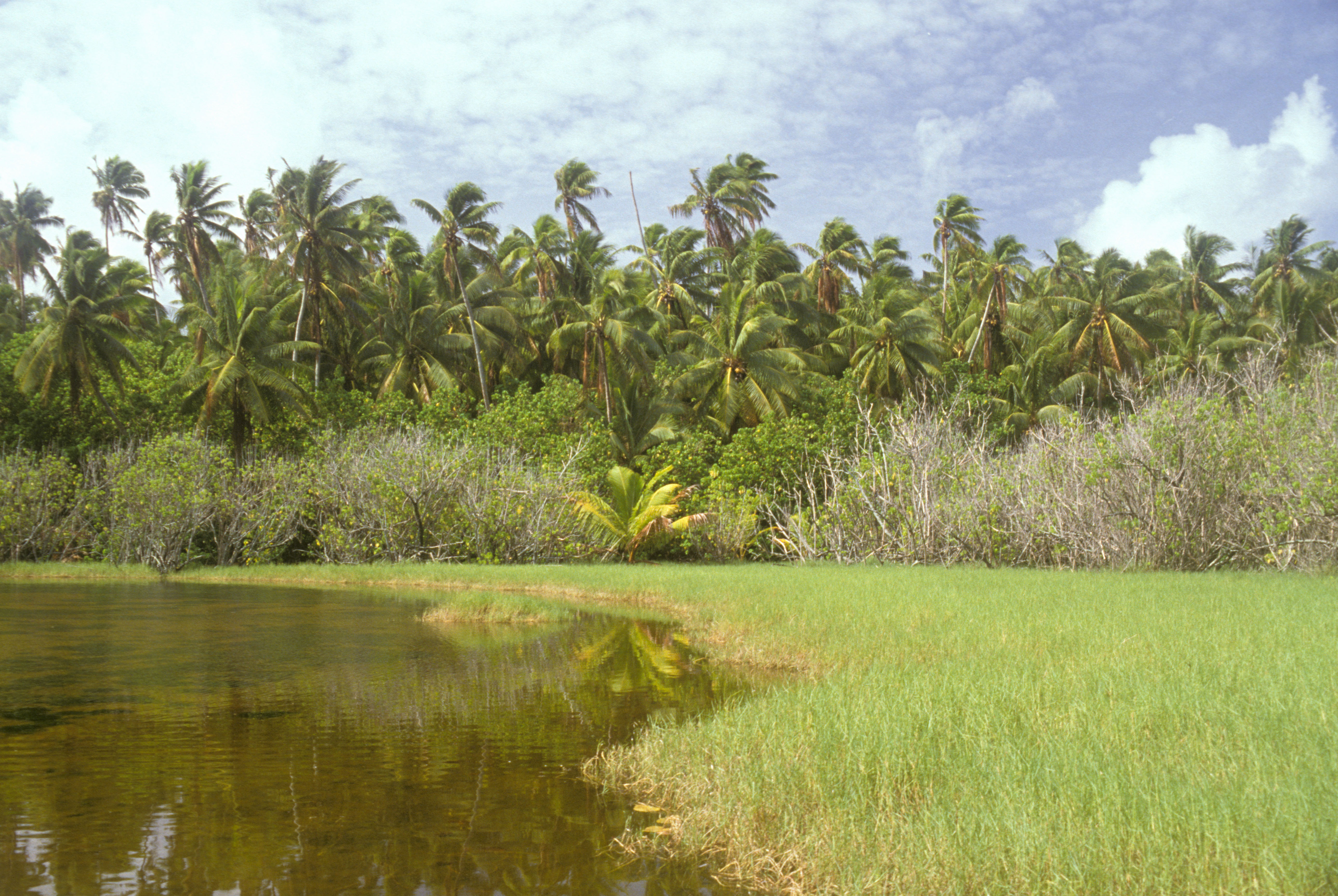
フリント島内部に存在する2つの礁湖の内の1つ
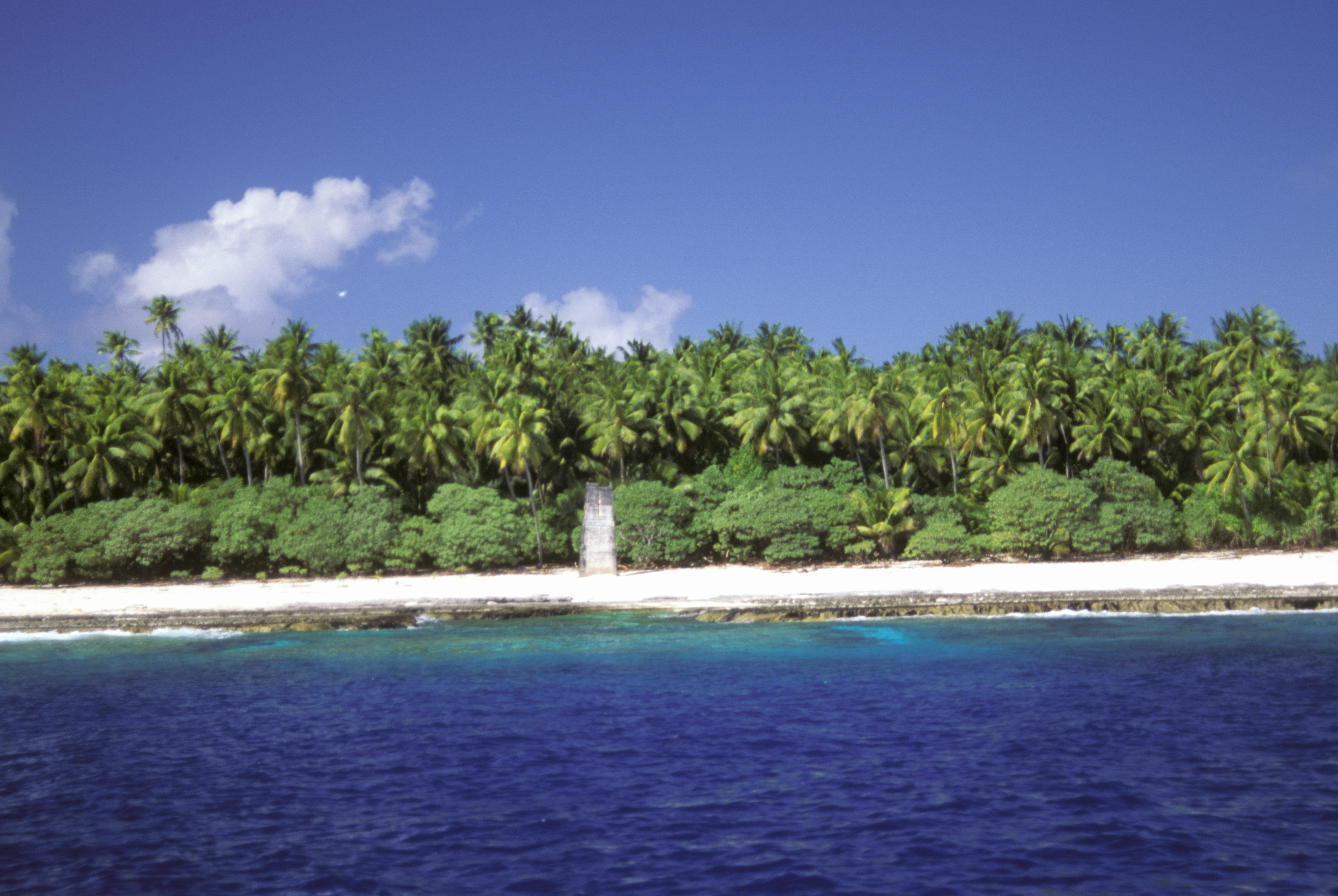
鬱蒼と生い茂るフリント島の森林
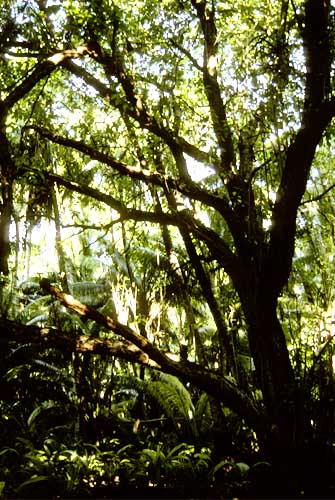
フリント島に生えるピソニア属の木